# IC 4040
IC 4040 est une galaxie spirale de type magellanique située dans la constellation de la Chevelure de Bérénice. Sa vitesse par rapport au fond diffus cosmologique est de 7 922 ± 19 km/s, ce qui correspond à une distance de Hubble de 116,8 ± 8,2 Mpc (∼381 millions d'al). Elle a été découverte par l'astronome français Guillaume Bigourdan en 1899.
Les avis diffèrent sur la classification d'IC 4040, mais l'image du relevé SDSS ne montre ni de barre ni de début de barre et il semble bien que cette galaxie n'a qu'un bras spiral. La classification de spirale magellanique par la base de données NASA/IPAC semble mieux convenir à celle-ci.
La classe de luminosité d'IC 4040 est IV-V et elle présente une large raie HI. Elle renferme également des régions d'hydrogène ionisé. Selon la base de données Simbad, IC 4040 est une radiogalaxie.
À ce jour, une mesure non basée sur le décalage vers le rouge (redshift) donne une distance d'environ 103,000 Mpc (∼336 millions d'al). Cette valeur est à l'extérieur des valeurs de la distance de Hubble, mais compatible avec celles-ci. Notons que c'est avec la valeur moyenne des mesures indépendantes, lorsqu'elles existent, que la base de données NASA/IPAC calcule le diamètre d'une galaxie.
La désignation DRCG 27-169 est utilisée par Wolfgang Steinicke pour indiquer que cette galaxie figure au catalogue des amas galactiques d'Alan Dressler. Les nombres 27 et 169 indiquent respectivement que c'est le 27e amas de la liste, soit Abell 1656 (l'amas de la Chevelure de Bérénice), et la 169e galaxie de cet amas. Cette même galaxie est aussi désignée par ABELL 1656:[D80] 169 par la base de données NASA/IPAC, ce qui est équivalent. Dressler indique que IC 4908 est une galaxie spirale de type Scd.

## Quelques galaxies d'Abell 1656 dans la région

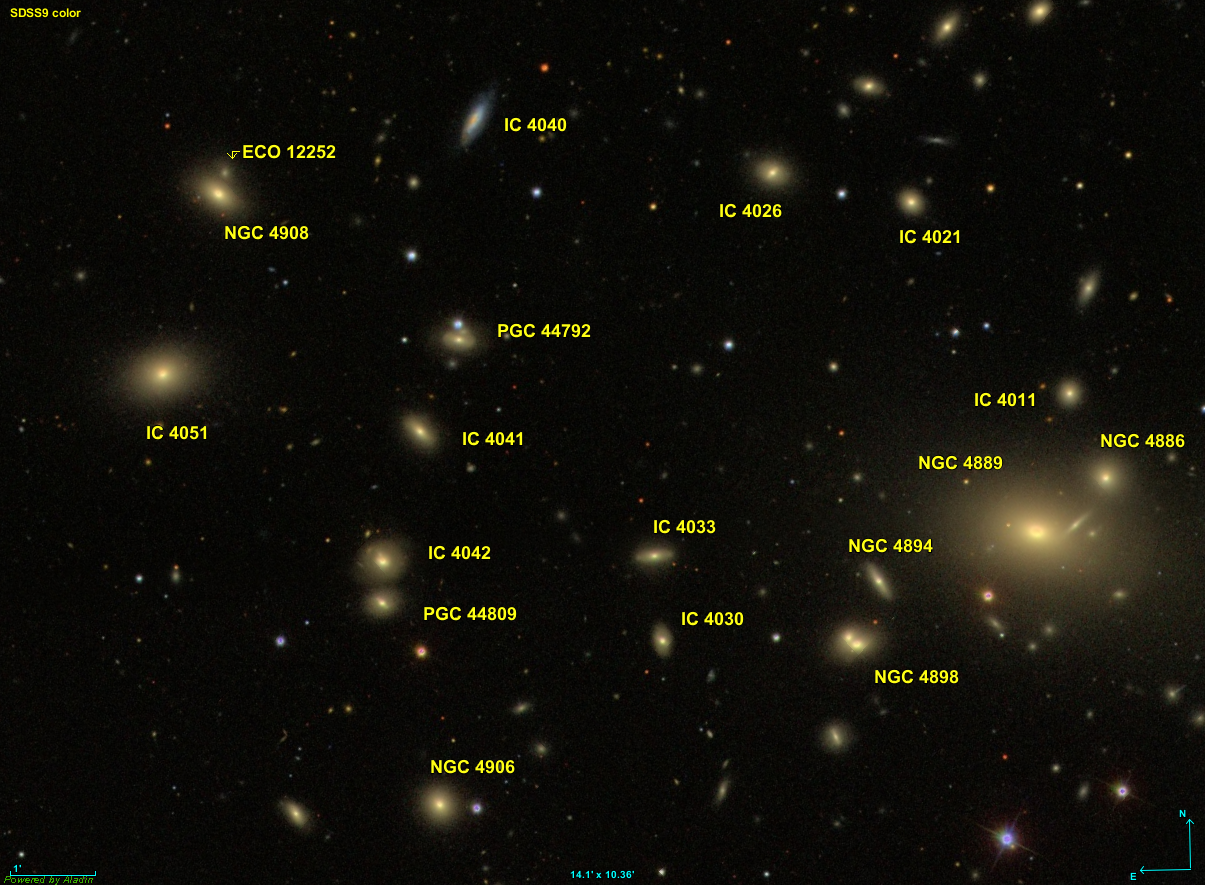
Quelques galaxies de l'amas de la Chevelure de Bérénice dans la région de IC 4040.

Comme le montre l'image obtenue des données du relevé SDSS, plusieurs galaxies voisines de IC 4040 font partie de l'amas de la Chevelure de Bérénice. Sur cette image, seule NGC 4899 n'en fait pas partie. Toutes les autres galaxies apparaissent au catalogue de Dressler. Le tableau ci-dessous indique la correspondance entre les désignations courantes et les désignations employées par Dressler. 
| Designation | DRCG                 |
| ----------- | -------------------- |
| IC 4011     | 27-150               |
| IC 4021     | 27-172               |
| IC 4026     | 27-170               |
| IC 4030     | 27-119               |
| IC 4033     | 27-147               |
| IC 4041     | 27-145               |
| IC 4042     | 27-144               |
| IC 4051     | 27-167               |
| NGC 4886    | 27-151               |
| NGC 4894    | 27-122               |
| NGC 4898    | 27-122               |
| NGC 4906    | 27-118               |
| NGC 4908    | 27-143               |
| PGC 44792   | ABELL 1656:[D80] 47  |
| PGC 44809   | ABELL 1656:[D80] 53  |
| ECO 12252   | ABELL 1656:[D80] 133 |